# MTC Namibia Premier League
Prima ligă de fotbal din Namibia (NPL), cunoscută și cu denumirea MTC Namibia Premier League din motive de sponsorizare, este primul eșalon din sistemul competițional fotbalistic din Namibia. Campioana ligii primește N$500 000.. Președintele ligii este Anton Van Wyk.

## Echipele sezonului 2009-10
- Kuisebmund
  - Blue Waters

- Oshakati
  - Oshakati City FC

- Rundu
  - United Stars (Retrogradată)

- Walvis Bay
  - Eleven Arrows

- Windhoek
  - African Stars
  - Black Africa F.C.
  - FC Civics
  - Hotspurs F.C. (Retrogradată)
  - Orlando Pirates
  - Ramblers
  - SK Windhoek
  - United Africa Tigers

## Foste campioane
de la independența din 1987
| - 1987 : Benfica (Tsumeb) - 1988 : Blue Waters (Kuisebmund) - 1989 : Black Africa F.C. (Windhoek) - 1990 : Orlando Pirates (Windhoek) - 1991 : Eleven Arrows (Walvis Bay) - 1992 : Ramblers (Windhoek) - 1993 : Chief Santos (Tsumeb) - 1994 : Black Africa F.C. (Windhoek) - 1995 : Black Africa F.C. (Windhoek) - 1996 : Blue Waters (Kuisebmund) - 1997 : nu s-a disputat - 1998 : Black Africa F.C. (Windhoek) | - 1999 : Black Africa F.C. (Windhoek) - 2000 : Blue Waters (Walvis Bay) - 2001/02 : Liverpool (Okahandja) - 2002/03 : Chief Santos (Tsumeb) - 2003/04 : Blue Waters (Kuisebmund) - 2004/05 : FC Civics (Windhoek) - 2005/06 : FC Civics (Windhoek) - 2006/07 : FC Civics (Windhoek) - 2007/08 : Orlando Pirates (Windhoek) - 2008/09 : African Stars (Windhoek) - 2009/10 : African Stars (Windhoek) |  |

### Cele mai multe titluri
- 5 Black Africa F.C.
- 4 Blue Waters
- 3 FC Civics
- 2 Chief Santos, Orlando Pirates, African Stars
- 1 Benfica, Eleven Arrows, Liverpool, Ramblers

## Golgeteri
| An      | Golgeter         | Echipă         | Goluri |
| 2001-02 | William Chilufya | Liverpool      | 27     |
| 2003-04 | Costa Khaiseb    | Ramblers FC    | 29     |
| 2004-05 | Armando Pedro    | Blue Waters FC | 23     |
| 2005-06 | Heinrich Isaacs  | FC Civics      | 20     |
| 2006-07 | William Chilufya | FC Civics      | 17     |
| 2007-08 | Pineas Jacob     | Ramblers FC    | 12     |